# Стенятин (Польща)
Стенятин (пол. Steniatyn) — село в Польщі, у гміні Лащів Томашівського повіту Люблінського воєводства. Населення — 222 особи (2011).

## Історія
1749 року вперше згадується унійна церква в селі.
За даними етнографічної експедиції 1869—1870 років під керівництвом Павла Чубинського, у селі здебільшого проживали греко-католики, усе населення розмовляло українською мовою.
20 квітня 1938 року польська адміністрація в рамках великої акції руйнування українських храмів на Холмщині і Підляшші знищила місцеву православну церкву.
За німецької окупації 1939—1944 років у селі діяла українська школа. У 1943 році в селі проживало 611 українців і 64 поляки; на однойменній сусідній колонії — 255 поляків і 44 українці. У 1942—1944 роках польські шовіністи вбили в селі 53 українців.
У 1975—1998 роках село належало до Замойського воєводства.

## Населення
Демографічна структура станом на 31 березня 2011 року:
|          | Загалом | Допрацездатний вік | Працездатний вік | Постпрацездатний вік |
| -------- | ------- | ------------------ | ---------------- | -------------------- |
| Чоловіки | 112     | 22                 | 75               | 15                   |
| Жінки    | 110     | 30                 | 53               | 27                   |
| Разом    | 222     | 52                 | 128              | 42                   |

## Особистості

### Народилися
- Петро Гвоздяк (нар. 1936) — український мікробіолог[8].